# 팔라완날다람쥐
팔라완날다람쥐(Hylopetes nigripes)는 다람쥐과에 속하는 설치류이다. 필리핀의 토착종이다. 자연 서식지는 아열대 또는 열대 기후 지역의 건조림이다. 개체수가 감소 추세를 보이고 있다. 야행성 동물이며, 주로 숲 파괴 때문에 위협을 받고 있다.